# Olga Diptan
Olga Klimentjewna Diptan (ros. Ольга Климентьевна  Диптан, ur. 12 grudnia 1912 we wsi Kodaki w obwodzie kijowskim, zm. 15 maja 1998 tamże) – drużynowa kołchozu, dwukrotna Bohater Pracy Socjalistycznej (1954 i 1958).

## Życiorys
Od 12. roku życia pracowała na roli, w 1929 zorganizowała we wsi artel rolny, w którym kierowała drużyną, jednocześnie została wybrana sekretarzem organizacji komsomolskiej wsi. Później artel został przeorganizowany w kołchoz im. Iljicza. Pracowała w kołchozie do przejścia na emeryturę. Kilkukrotnie brała udział w wystawie osiągnięć gospodarki narodowej ZSRR. W latach 1959–1979 była deputowaną do Rady Najwyższej Ukraińskiej SRR od 5 do 9 kadencji, była też delegatem na Zjazdy KPZR od XXI do XXIV. Napisała kilka książek i wiele broszur.

## Odznaczenia
- Medal Sierp i Młot Bohatera Pracy Socjalistycznej (dwukrotnie – 16 marca 1954 i 26 lutego 1958)
- Order Lenina (dwukrotnie)
- Order Rewolucji Październikowej
- Order Czerwonego Sztandaru Pracy
- Order Przyjaźni Narodów (9 grudnia 1982)
- Order Sławy Pracy III klasy

I medale.